# Чемпионат мира по футболу среди женщин 1999
Третий чемпионат мира по футболу среди женщин проводился в США с 19 июня 1999 года по 10 июля 1999 года. Победителем стала хозяйка турнира сборная США. Финал чемпионата между сборными США и Китая состоялся 10 июля на стадионе «Роуз Боул» в Пасадине (Калифорния) и стал наиболее посещаемым женским спортивным состязанием в истории с официальной посещаемостью в 90 185 человек. В основное и дополнительное время голов забито не было, команда США победила в серии пенальти.
Чемпионат мира 1999 года стал дебютным для женской сборной России.
Соревнование также являлось квалификацией к турниру Олимпийских игр 2000 года в Сиднее, участники которого были определены по результатам четвертьфинальных матчей.

## Выбор места проведения
Федерация футбола США объявила о своём намерении подать заявку на проведение женского чемпионата мира по футболу в феврале 1995 года вскоре после проведения мужского турнира. Также о своём намерении принять чемпионат заявили Австралия и Чили. Однако позже они отказались от него. Таким образом США остались единственной страной, подавшей заявку к крайнему сроку в марте 1996 года. Исполнительный комитет ФИФА официально передал США право проведения женского чемпионата мира 31 мая 1996 года.

## Города и стадионы
Восемь городов принимали турнир:
| Лос-Анджелес (Пасадина)                                                    | Сан-Франциско (Стэнфорд)                                                                   | Вашингтон (Лэндовер)                                                 | Нью-Йорк/Нью-Джерси (Ист-Ратерфорд)                              |
| -------------------------------------------------------------------------- | ------------------------------------------------------------------------------------------ | -------------------------------------------------------------------- | ---------------------------------------------------------------- |
| Роуз Боул                                                                  | Стэнфорд Стэдиум                                                                           | Джек Кент Кук                                                        | Джайантс Стэдиум                                                 |
| Вместимость: 95,542                                                        | Вместимость: 85,429                                                                        | Вместимость: 80,116                                                  | Вместимость: 77,716                                              |
| A satellite view of the Rose Bowl stadium                                  | A view of Stanford Stadium from the stands, showing the pitch encircled by a running track | A satellite view of Jack Kent Cooke Stadium                          | An aerial view of Giants Stadium                                 |
| Чикаго Ист-Ратерфорд Фоксборо Стэнфорд Пасадина Портленд Сан-Хосе Лэндовер |                                                                                            |                                                                      |                                                                  |
| Чикаго                                                                     | Бостон (Фоксборо)                                                                          | Портленд                                                             | Сан-Хосе                                                         |
| Солджер Филд                                                               | Фоксборо Стэдиум                                                                           | Сивик Стэдиум                                                        | Спартан Стэдиум                                                  |
| Вместимость: 65,080                                                        | Вместимость: 58,868                                                                        | Вместимость: 27,396                                                  | Вместимость: 26,000                                              |
| An aerial view of Soldier Field with the Chicago skyline in the background | A satellite view of Foxboro Stadium                                                        | An overhead view of PGE Park, showing the stands and a nearby street | A view of Spartan Stadium during a football game from the stands |

## Команды

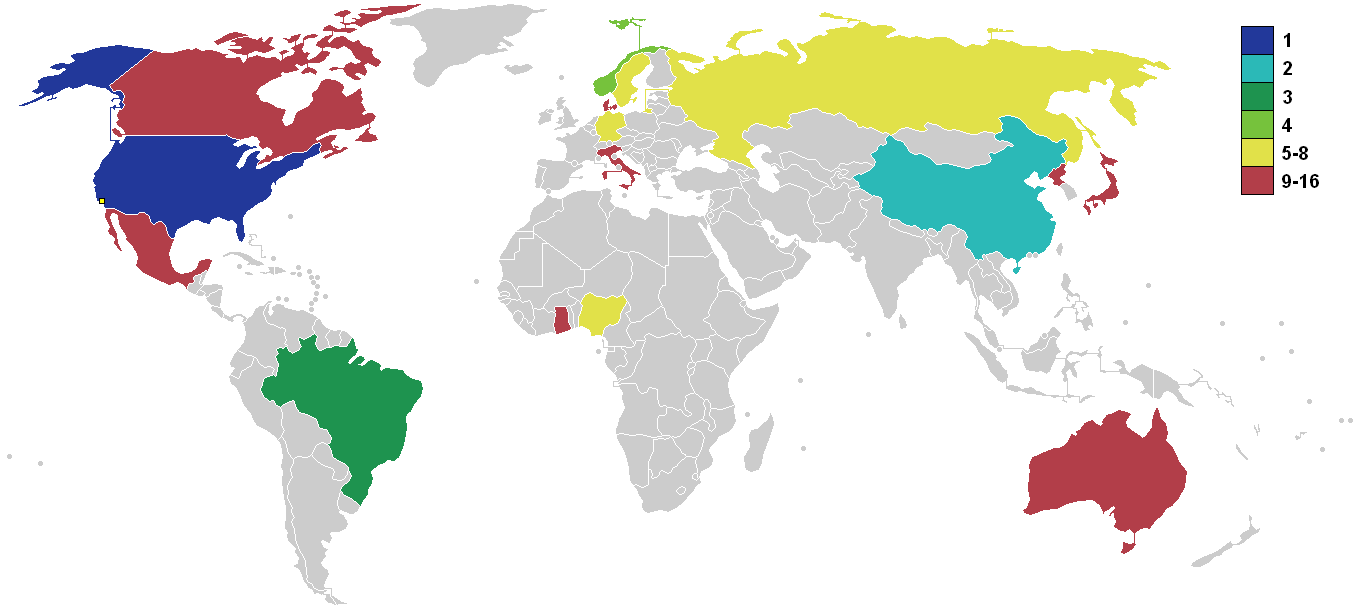
Участники финальной стадии

16 сборных пробились в финальную стадию:
| - Африка (КАФ) - Нигерия - Гана - Азия (АКФ) - КНДР - Китай - Япония - Южная Америка (КОНМЕБОЛ) - Бразилия - Океания (ОФК) - Австралия | - Европа (УЕФА) - Дания - Германия - Россия - Норвегия - Швеция - Италия - Северная и Центральная Америка (КОНКАКАФ) - Канада - Мексика - США (хозяева — не участвовали в квалификации) |

## Судьи
| Африка (КАФ) - Cofie Comfort - Bola Elizabeth Abidoye - Omoleye Adeyemi Adeola - Fatou Gaye Азия (АКФ) - Lu Lijuan - Zuo Xiudi - Hisae Yoshizawa - ZIm Eun Ju - Ri Song Ok Северная и Центральная Америка (КОНКАКАФ) - Sonia Denoncourt - Maria Rodríguez - Virginia Tovar - Jackeline Blanquice - Boni Bishop - Kari Seitz - Sandra Hunt | Южная Америка (КОНМЕБОЛ) - Ana Bia Batista - Cleidy Mary Ribeiro - Maria Edilene Siqueira - Martha Liliana Pardo - Ana Isabel Pérez - Marisela de Fuentes Европа (УЕФА) - Gitte Nielsen - Katriina Elovirta - Petteri Kari - Ghislaine Labbe - Elke Günthner - Corrie Kruithof - Ann Wenche Kleven - Nicole Petignat - Susanne Borg Океания (ОФК) - Tammy Ogston |

## Групповой этап

### Группа A
| Команда | И | В | Н | П | МЗ | МП | РМ  | О |
| ------- | - | - | - | - | -- | -- | --- | - |
| США     | 3 | 3 | 0 | 0 | 13 | 1  | +12 | 9 |
| Нигерия | 3 | 2 | 0 | 1 | 5  | 8  | -3  | 6 |
| КНДР    | 3 | 1 | 0 | 2 | 4  | 6  | -2  | 3 |
| Дания   | 3 | 0 | 0 | 3 | 1  | 8  | -7  | 0 |

| США                              | 3:0  | Дания |
| -------------------------------- | ---- | ----- |
| Хэмм 17′ · Фауди 73′ · Лилли 89′ | ФИФА |       |

| КНДР          | 1:2  | Нигерия                 |
| ------------- | ---- | ----------------------- |
| Чо Сон Ок 74′ | ФИФА | Акиде 50′ · Нвадике 79′ |

| США                                                                                     | 7:1  | Нигерия     |
| --------------------------------------------------------------------------------------- | ---- | ----------- |
| Чиеджине 19′ (авт.) · Хэмм 20′ · Милбретт 23′, 83′ · Лилли 32′ · Экерс 39′ · Парлоу 42′ | ФИФА | Окосиеме 2′ |

| КНДР                                                | 3:1  | Дания        |
| --------------------------------------------------- | ---- | ------------ |
| Чин Пёль Хви 15′ · Чо Сон Ок 39′ · Ким Кым Силь 73′ | ФИФА | Йохансен 74′ |

| Нигерия                  | 2:0  | Дания |
| ------------------------ | ---- | ----- |
| Акиде 25′ · Окосиеме 81′ | ФИФА |       |

| США                                | 3:0  | КНДР |
| ---------------------------------- | ---- | ---- |
| Макмиллан 56′ · Вентурини 68′, 76′ | ФИФА |      |

### Группа B
| Команда  | И | В | Н | П | МЗ | МП | РМ  | О |
| -------- | - | - | - | - | -- | -- | --- | - |
| Бразилия | 3 | 2 | 1 | 0 | 12 | 4  | +8  | 7 |
| Германия | 3 | 1 | 2 | 0 | 10 | 4  | +6  | 5 |
| Италия   | 3 | 1 | 1 | 1 | 3  | 3  | 0   | 4 |
| Мексика  | 3 | 0 | 0 | 3 | 1  | 15 | -14 | 0 |

| Бразилия                                                        | 7:1  | Мексика      |
| --------------------------------------------------------------- | ---- | ------------ |
| Претинья 3′, 12′, 90+1′ · Сисси 29′, 42′, 50′ · Катя 35′ (пен.) | ФИФА | Домингес 10′ |

| Германия           | 1:1  | Италия     |
| ------------------ | ---- | ---------- |
| Вигманн 61′ (пен.) | ФИФА | Панико 36′ |

| Бразилия      | 2:0  | Италия |
| ------------- | ---- | ------ |
| Сисси 3′, 63′ | ФИФА |        |

| Германия                                                      | 6:0  | Мексика |
| ------------------------------------------------------------- | ---- | ------- |
| Грингс 10′, 57′, 90+2′ · Шмизек 46′ · Хингст 49′ · Лингор 89′ | ФИФА |         |

| Германия                                  | 3:3  | Бразилия                            |
| ----------------------------------------- | ---- | ----------------------------------- |
| Принц 8′ · Вигманн 46′ (пен.) · Джонс 58′ | ФИФА | Катя 15′ · Сисси 20′ · Майкон 90+4′ |

| Мексика | 0:2  | Италия                  |
| ------- | ---- | ----------------------- |
|         | ФИФА | Панико 37′ · Дзанни 51′ |

### Группа C
| Команда  | И | В | Н | П | МЗ | МП | РМ  | О |
| -------- | - | - | - | - | -- | -- | --- | - |
| Норвегия | 3 | 3 | 0 | 0 | 13 | 2  | +11 | 9 |
| Россия   | 3 | 2 | 0 | 1 | 10 | 3  | +7  | 6 |
| Канада   | 3 | 0 | 1 | 2 | 3  | 12 | -9  | 1 |
| Япония   | 3 | 0 | 1 | 2 | 1  | 10 | -9  | 1 |

| Япония    | 1:1  | Канада      |
| --------- | ---- | ----------- |
| Отакэ 64′ | ФИФА | Бертини 32′ |

| Норвегия                     | 2:1  | Россия       |
| ---------------------------- | ---- | ------------ |
| Сандауне 28′ · Петтерсен 68′ | ФИФА | Комарова 78′ |

| Норвегия                                                                             | 7:1  | Канада    |
| ------------------------------------------------------------------------------------ | ---- | --------- |
| Орёнес 8′, 36′ · Лен 49′ · Риизе 54′ · Медален 68′ · Петтерсен 76′ · Гулбрандсен 87′ | ФИФА | Хупер 31′ |

| Япония | 0:5  | Россия                                                           |
| ------ | ---- | ---------------------------------------------------------------- |
|        | ФИФА | Савина 29′ · Летюшова 52′, 90′ · Н. Карасева 58′ · Барбашина 80′ |

| Канада    | 1:4  | Россия                                               |
| --------- | ---- | ---------------------------------------------------- |
| Хупер 76′ | ФИФА | Григорьева 54′ · Фомина 66′, 86′ · О. Карасева 90+1′ |

| Норвегия                                                          | 4:0  | Япония |
| ----------------------------------------------------------------- | ---- | ------ |
| Риизе 8′ (пен.) · Исодзаки 26′ (авт.) · Орёнес 36′ · Меллгрен 61′ | ФИФА |        |

### Группа D
| Команда   | И | В | Н | П | МЗ | МП | РМ  | О |
| --------- | - | - | - | - | -- | -- | --- | - |
| Китай     | 3 | 3 | 0 | 0 | 12 | 2  | +10 | 9 |
| Швеция    | 3 | 2 | 0 | 1 | 6  | 3  | +3  | 6 |
| Австралия | 3 | 0 | 1 | 2 | 3  | 7  | -4  | 1 |
| Гана      | 3 | 0 | 1 | 2 | 1  | 10 | -9  | 1 |

| Китай                        | 2:1  | Швеция       |
| ---------------------------- | ---- | ------------ |
| Цзинь Янь 17′ · Лю Айлин 69′ | ФИФА | Бенгтссон 2′ |

| Австралия        | 1:1  | Гана             |
| ---------------- | ---- | ---------------- |
| Джули Маррей 74′ | ФИФА | Нана Гьямфуа 76′ |

| Австралия  | 1:3  | Швеция                          |
| ---------- | ---- | ------------------------------- |
| Маррей 32′ | ФИФА | Торнквист 8′ · Юнгберг 21′, 69′ |

| Китай                                                                            | 7:0  | Гана |
| -------------------------------------------------------------------------------- | ---- | ---- |
| Сунь Вэнь 9′, 21′, 54′ · Цзинь Янь 16′ · Чжан Оуин 82′, 90+1′ · Чжао Лихун 90+2′ | ФИФА |      |

| Китай                          | 3:1  | Австралия     |
| ------------------------------ | ---- | ------------- |
| Сунь Вэнь 39′, 51′ · Лю Ин 73′ | ФИФА | Сэлисбери 66′ |

| Гана | 0:2  | Швеция            |
| ---- | ---- | ----------------- |
|      | ФИФА | Свенссон 58′, 86′ |

## Стадия плей-офф
|  | Четвертьфиналы            | Четвертьфиналы           |                           |          | Полуфиналы        | Полуфиналы        |  |  | Финал               | Финал |
|  |                           |                          |                           |          |                   |                   |  |  |                     |       |
|  | 1 Июля – Федэкс-филд      |                          |                           |          |                   |                   |  |  |                     |       |
|  |                           |                          |                           |          |                   |                   |  |  |                     |       |
|  | США                       | 3                        |                           |          |                   |                   |  |  |                     |       |
|  | США                       | 3                        | 4 Июля – Stanford Stadium |          |                   |                   |  |  |                     |       |
|  | Германия                  | 2                        |                           |          |                   |                   |  |  |                     |       |
|  | Германия                  | 2                        | США                       | 2        |                   |                   |  |  |                     |       |
|  | 1 Июля – Федэкс-филд      |                          | США                       | 2        |                   |                   |  |  |                     |       |
|  |                           | Бразилия                 | 0                         |          |                   |                   |  |  |                     |       |
|  | Бразилия                  | Бразилия                 | 0                         | 4        |                   |                   |  |  |                     |       |
|  | Бразилия                  |                          | 10 Июля – Роуз Боул       | 4        |                   |                   |  |  |                     |       |
|  | Нигерия                   | 3                        |                           |          |                   |                   |  |  |                     |       |
|  | Нигерия                   | 3                        | США                       | 0 (5)    |                   |                   |  |  |                     |       |
|  | 30 Июня – Spartan Stadium |                          | США                       | 0 (5)    |                   |                   |  |  |                     |       |
|  |                           | Китай                    | 0 (4)                     |          |                   |                   |  |  |                     |       |
|  | Норвегия                  | Китай                    | 0 (4)                     | 3        |                   |                   |  |  |                     |       |
|  | Норвегия                  | 4 Июля – Foxboro Stadium |                           | 3        |                   |                   |  |  |                     |       |
|  | Швеция                    | 1                        |                           |          |                   |                   |  |  |                     |       |
|  | Швеция                    | 1                        | Норвегия                  | 0        | Матч за 3-е место | Матч за 3-е место |  |  |                     |       |
|  | 30 Июня – Spartan Stadium |                          | Норвегия                  | 0        | Матч за 3-е место | Матч за 3-е место |  |  |                     |       |
|  |                           | Китай                    | 5                         |          |                   |                   |  |  |                     |       |
|  | Китай                     | Китай                    | 5                         | 2        | Норвегия          | 0 (4)             |  |  |                     |       |
|  | Китай                     |                          |                           | 2        | Норвегия          | 0 (4)             |  |  |                     |       |
|  | Россия                    | 0                        |                           | Бразилия | 0 (5)             |                   |  |  |                     |       |
|  | Россия                    | 0                        |                           |          | 0 (5)             |                   |  |  |                     |       |
|  |                           |                          |                           |          |                   |                   |  |  | 10 Июля – Роуз Боул |       |
|  |                           |                          |                           |          |                   |                   |  |  |                     |       |

### 1/4 финала
| Китай                      | 2:0  | Россия |
| -------------------------- | ---- | ------ |
| Пу Вэй 37′ · Цзинь Янь 56′ | ФИФА |        |

| Норвегия                                      | 3:1  | Швеция      |
| --------------------------------------------- | ---- | ----------- |
| Орёнес 51′ · Петтерсен 58′ · Риизе 72′ (пен.) | ФИФА | Мострём 90′ |

| США                                     | 3:2  | Германия                        |
| --------------------------------------- | ---- | ------------------------------- |
| Милбретт 16′ · Честейн 49′ · Фосетт 66′ | ФИФА | Честейн 5′ (авт.) · Вигманн 45′ |

| Бразилия                                | 4:3 (доп. вр.) | Нигерия                              |
| --------------------------------------- | -------------- | ------------------------------------ |
| Сидинья 4′, 22′ · Нене 35′ · Сисси 104' | ФИФА           | Эмеафу 63′ · Окосиеме 72′ · Эгбе 85′ |

#### Отбор на Олимпиаду
Так как Австралия — хозяйка Олимпийских игр 2000 — не пробилась в плей-офф, на турнир попадали 7 из 8 четвертьфиналистов.
В соответствии с регламентом, 3 лучшие команды из проигравших определялись по разности мячей в четвертьфинальных матчах, в случае равенства — по количеству забитых мячей.
- показатели группового этапа, последовательно — очки, разность мячей, количество забитых мячей (в случае и их равенства, результат личной встречи, если она имела место, игнорировался);
- рейтинг Fair Play;
- жребий.

В итоге на Олимпиаду не попала Россия, хоть и заняла в официальном положении чемпионата 5-е место.

### Полуфиналы
| США                          | 2:0  | Бразилия |
| ---------------------------- | ---- | -------- |
| Парлоу 5′ · Экерс 80′ (пен.) | ФИФА |          |

| Норвегия | 0:5  | Китай                                                   |
| -------- | ---- | ------------------------------------------------------- |
|          | ФИФА | Сунь Вэнь 3′, 72′ · Лю Айлин 14′, 51′ · Фань Юньцзе 65′ |

### Матч за третье место
| Бразилия                                            | 0:0 (доп. вр.) | Норвегия                                                        |
| --------------------------------------------------- | -------------- | --------------------------------------------------------------- |
|                                                     | ФИФА           |                                                                 |
| Пенальти                                            |                |                                                                 |
| Претинья · Сидинья · Катя · Майкон · Нене · Формига | 5:4            | Риизе · Петтерсен · Йоргенсен · Сандауне · Гулбрандсен · Орёнес |

### Финал
| США                                       | 0:0 (доп. вр.) | Китай                                                  |
| ----------------------------------------- | -------------- | ------------------------------------------------------ |
|                                           | ФИФА           |                                                        |
| Пенальти                                  |                |                                                        |
| Овербек · Фосетт · Лилли · Хэмм · Честейн | 5:4            | Се Хойлинь · Цю Хайянь · Лю Ин · Чжан Оуин · Сунь Вэнь |

## Награды
| Золотая бутса   | Золотой мяч | FIFA Фэйр Плей |
| --------------- | ----------- | -------------- |
| Сисси Сунь Вэнь | Сунь Вэнь   | Китай          |

### Символическая сборная
| Вратари                 | Защитники                                                        | Полузащитники                                              | Нападающие                                    |
| ----------------------- | ---------------------------------------------------------------- | ---------------------------------------------------------- | --------------------------------------------- |
| Gao Hong Брайана Скарри | Wang Liping Wen Lirong Дорис Фичен Брэнди Честейн Carla Overbeck | Сисси Liu Ailing Zhao Lihong Bettina Wiegmann Мишель Экерс | Jin Yan Сунь Вэнь Анн Кристин Орёнес Миа Хэмм |

## Бомбардиры
7 голов
- Сисси
- Сунь Вэнь

4 гола
- Анн Кристин Орёнес

3 гола
| - Претинья - Цзинь Янь - Лю Айлин | - Беттина Вигманн - Инка Грингс - Нкиру Окосиеме | - Хеге Риизе - Марианн Петтерсен - Тиффени Милбретт |

2 гола
| - Джули Маррей - Сидинья - Катя - Чермейн Хупер - Чжан Оуин - Патриция Панико | - Чо Сон Ок - Мерси Акиде - Елена Фомина - Ольга Летюшова - Ханна Юнгберг - Виктория Свенссон | - Синди Парлоу - Кристин Лилли - Мия Хэмм - Мишель Экерс - Тиша Вентурини |

1 гол
| - Шерил Сэлисбери - Майкон - Нене - Сильвана Бертини - Фань Юньцзе - Лю Ин - Пу Вэй - Чжао Лихун - Янни Йохансен - Ариане Хингст - Штеффи Джонс - Ренате Лингор - Биргит Принц - Сандра Шмизек | - Нана Гьямфуа - Нами Отакэ - Чин Пёль Хви - Ким Кым Силь - Марибель Домингес - Нкечи Эгбе - Приска Эмеафу - Рита Нвадике - Брит Сандауне - Дагни Меллгрен - Линда Медален - Сулвейг Гулбрандсен - Унни Лен | - Паола Дзанни - Галина Комарова - Ирина Григорьева - Лариса Савина - Наталья Барбашина - Наталья Карасёва - Ольга Карасёва - Яне Торнквист - Кристин Бенгтссон - Малин Мострём - Брэнди Честейн - Джой Фосетт - Джули Фауди - Шэннон Макмиллан |

Автоголы
- Хироми Исодзаки (в матче с Норвегией)
- Ифеаньичукву Чиеджине (в матче с США)
- Брэнди Честейн (в матче с Германией)